# Али Ахмети
Али Ахмети (Зајас, 4. јануар 1959) албански је политичар из Северне Македоније и председник Демократске уније за интеграцију, коалиционог партнера у Влади Серверне Македоније од 2008. године. Ахмети је познат као политички вођа терористичке и сепаратистичке Ослободилачке националне армије која је 2001. године започела оружани сукоб на територији Северне Македоније.

## Биографија
Ахмети је рођен 4. јануара 1959. године у Зајасу, у тадашњој СР Македонији, те ФНР Југославији. Од 1979. до 1983. године студирао је филозофију на Универзитету у Приштини. Године 1981. био је један од лидера студентских немира на Косову. Због ових активности, Ахметија су ухапсиле и затвориле српске и југословенске власти на годину дана.
Од 1984. до 1986. учествовао је у реконсолидацији студентског покрета на Косову. Године 1986. одобрен му је политички азил у Швајцарској, где је живео до 2001. радећи као координатор разних групација.
У периоду 1988-1989, био је један од лидера и студентског и рударског протеста на Косову против Слободана Милошевића. Наредне године је био један од главних организатора протеста албанске дијаспоре по Европи.
Ахмети је придобио подршку Народног покрета за ослобођење Косова. Године 1986. изабран је за члана Главног савета са одређеном дужношћу, повезујући Косово и Европу. 1988. године изабран је за члана руководства Народног покрета Косова. На ову функцију поново је изабран 1993. године, са посебном дужношћу у војном сектору.
Године 1996. био је један од оснивача терористичке Ослободилачке војске Косова, а 1998. године када је започео Рат на Косову и Метохији, изабран је за члана главног штаба ОВК. Године 2001. изабран је за Врховног команданта и политичког вођу Ослободилачке националне армије.
Након потписивања Охридског споразума у августу 2001. и разоружавања ове терористичке организације, Ахмети се укључио у политички процес имплементације овог споразума. Иницирао је и постао лидер Координационог савета који је ујединио све албанске партије у Македонији, као и бивше структуре Ослободилачке националне армије.
Ахмети је у јуну 2002. године основао нову политичку партију звану Демократска унија за интеграцију. У септембру 2002. године, ова партија је освојила највише гласова међу албанским партијама и Ахмети је изабран за посланика у Собрању. ДУИ је ушла у коалицију са Социјалдемократским савезом Македоније.
Када је 26. новембра 2019. године Албанију погодио снажан земљотрес, Ахмети је био члан делегације албанских политичара из Северне Македоније, посетивши епицентар земљотреса и израживши саучећше председнику Албаније Иљиру Мети.
У септембру 2020. године, Ахмети је сведочио испред Специјализованог тужилаштва Косова поводом питања ратних злочина за време Рата на Косову и Метохији.